# Млотковський Людвіг Юрійович
Людвіг Юрійович Млотковський (Млатковський, Молотковський; нар. бл. 1795 — пом. 27 березня 1855) — актор, режисер, антрепренер Російської імперії. Чоловік відомої акторки Любові Млотковської.

## Життєпис
Людвіг Юрійович Млотковський народився близько 1795 року. З 1816 року виступав у трупах А. Жмієвського, О. Ленкавського, пізніше — у трупі Івана Штейна.
1832 року разом із кількома акторами трупи Івана Штейна Млотковський організував власну трупу, що виступала в Харкові. До неї ввійшли Л. Острякова, Карпо Соленик, Микола Рибаков, Любов Млотковська тощо. Спочатку орендував Харківський і на два сезони Київський театри. Гастролювали в Києві, Єлисаветграді й інших містах України.
1842 року збудував у Харкові нове театральне приміщення. При театрі Млотковського існувала театральна школа. У 1843 році збанкрутував і виїхав до Орла.
Був похований на Першому Християнському цвинтарі Одеси. 1937 року комуністичною владою цвинтар було зруйновано. На його місці був відкритий «Парк Ілліча» з розважальними атракціонами, а частина була передана місцевому зоопарку. Нині достеменно відомо лише про деякі перепоховання зі Старого цвинтаря, а дані про перепоховання Млотковського відсутні.

## Театральна діяльність
Людвіг Юрійович Млотковський поставив вистави: «Лихо з розуму» Олександра Грибоєдова, «Ревізор» Миколи Гоголя, «Гамлет» Вільяма Шекспіра, «Мірандоліна» Карла Ґольдоні, «Підступність і любов» Йоганна-Фрідріха Шіллера, «Сватання на Гончарівці» Григорія Квітки-Основ'яненка, «Олена Глінська» і «Смерть або честь» Миколи Полевого, «Лукавін» за О. Писарєвим, «Матрос» Томи Соважа, Тома і Ж. Делюр'є тощо.
Трупа Млотковського була однією з найкращих провінційних труп в Україні і в ній брали участь Карпа Соленик, Івана Дрейсіг, Михайла Щепкін, Павла Мочалов, Теофіл Домбровський, Карл Зелінський тощо.